# 菲林明道
菲林明道（英語：Fleming Road），是位於香港灣仔區灣仔一條主要道路。馬路南面連接莊士敦道及灣仔道，經過譚臣道、軒尼詩道、駱克道及謝斐道，並建有天橋橫跨告士打道，經港灣道至北面灣仔海旁的鴻興道，連接博覽道東及龍和道。在灣仔區多條南北向街道中，只有菲林明道及馬師道可通往灣仔北。

## 歷史
菲林明道的名字源於香港其中一位輔政司法蘭西司·菲林明（Francis Fleming，舊譯勳寧）。
1921年至1928年，灣仔進行大規模填海工程，菲林明道是其中一條填海得來的道路，連接告士打道的海旁。
1960年代末灣仔再進行填海，菲林明道伸延至灣仔北，政府並興建天橋橫跨海旁大道（告士打道），把新舊兩段菲林明道連接，天橋於1970年6月30日通車。菲林明道天橋是香港島首條使用預應力混凝土技術興建的天橋，也是香港現存最古老的（同期以同一技術興建的九龍公主道天橋已拆卸重建）。
1940至1960年代，菲林明道是灣仔的中心地區，當時街道兩旁設有戲院及很多商店。2004年，香港歷史博物館曾舉辦「菲林明道憶舊」講座，由童年曾在菲林明道生活的作家小思及建築師麥致祥分享小時候在菲林明道的回憶，亦以電腦動畫把1940至1960年代的菲林明道街景重組。
在菲林明道與駱克道交界處的一幢唐樓——東華三院德雅樓，現已重建成東超商業中心，在香港日佔時期曾為日軍慰安所。

## 圖片集

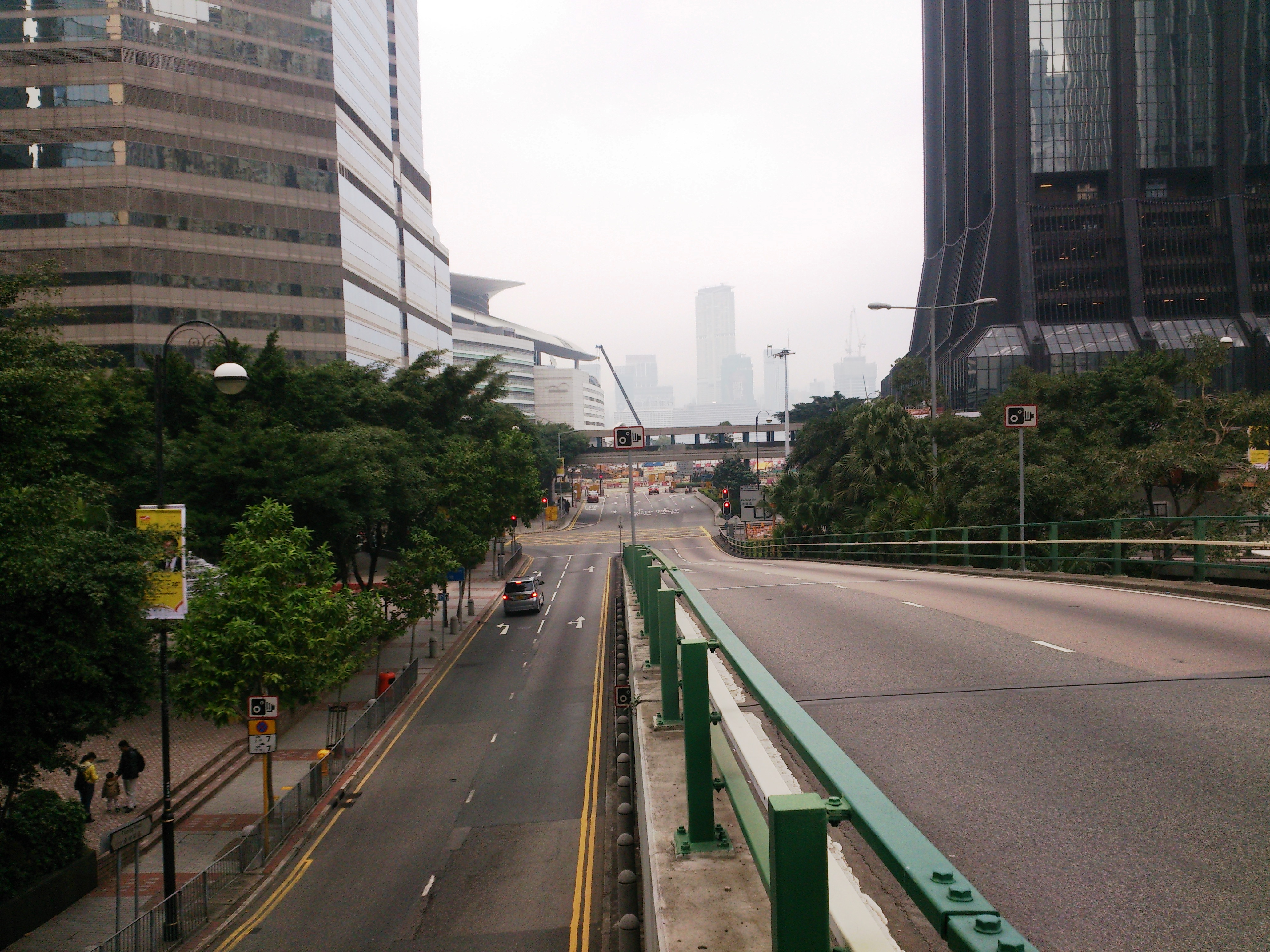
菲林明道天橋向北望港灣道和維港
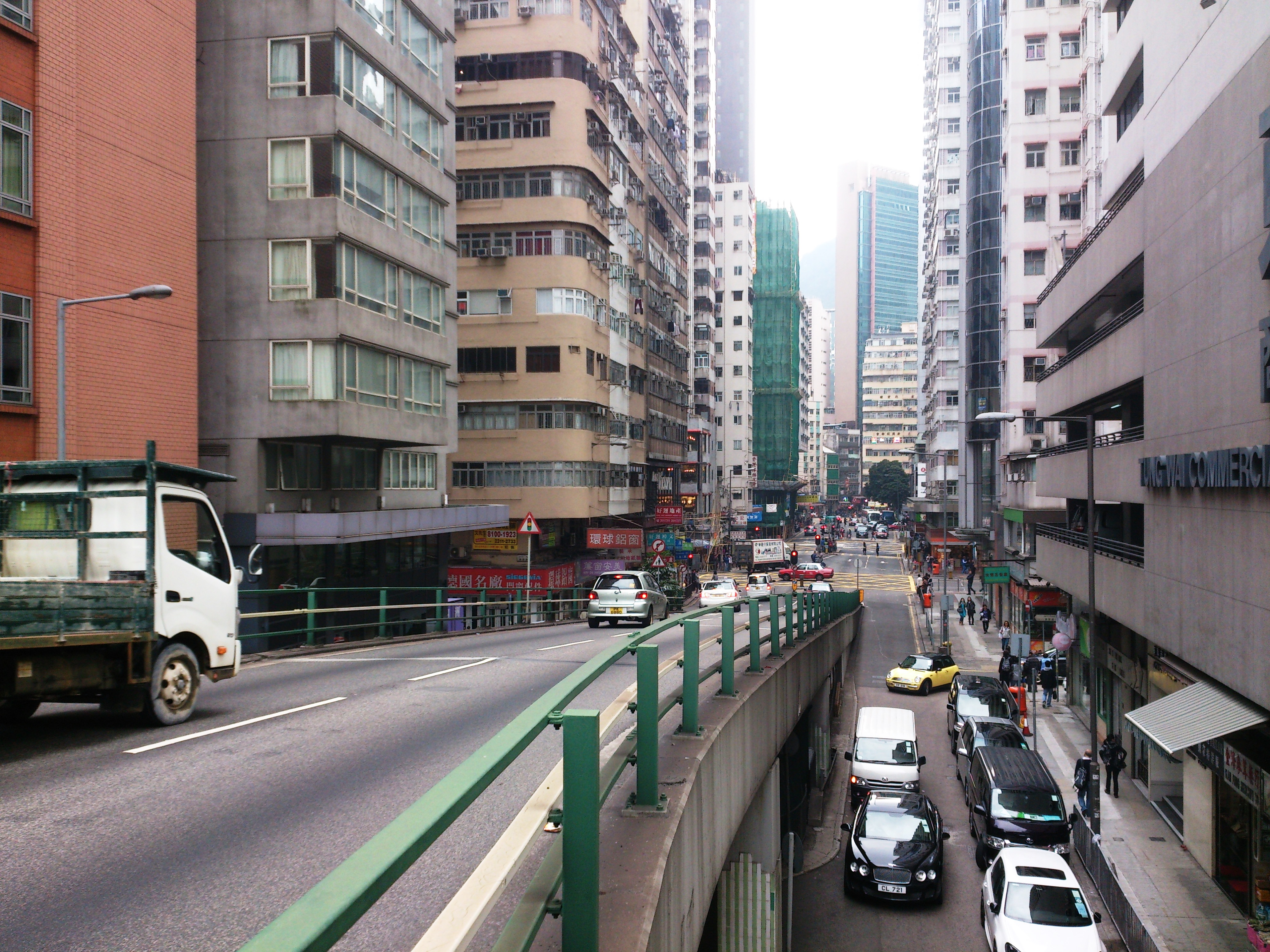
菲林明道向南望謝斐道和軒尼詩道
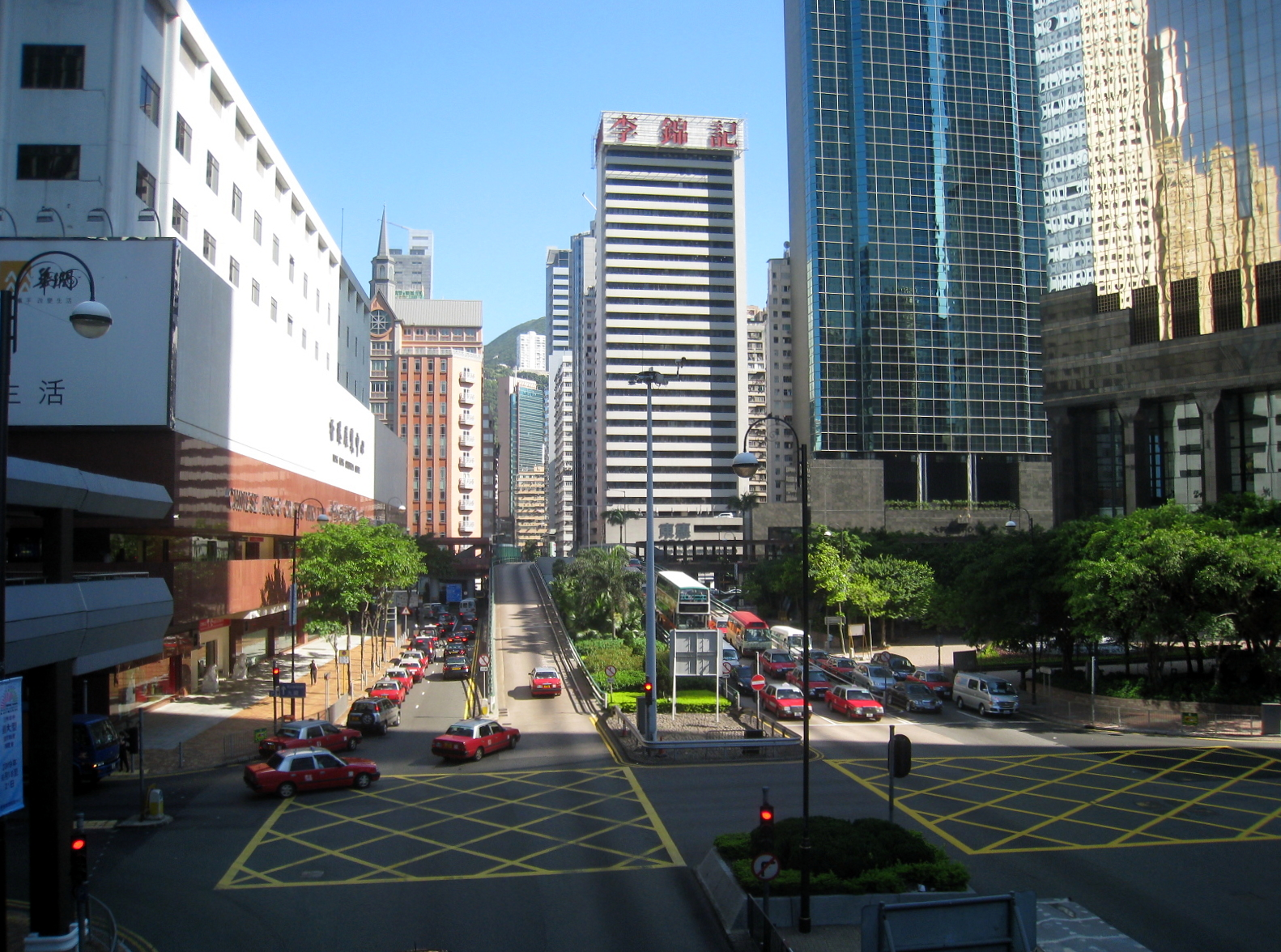
菲林明道近港灣道交界和華潤大廈
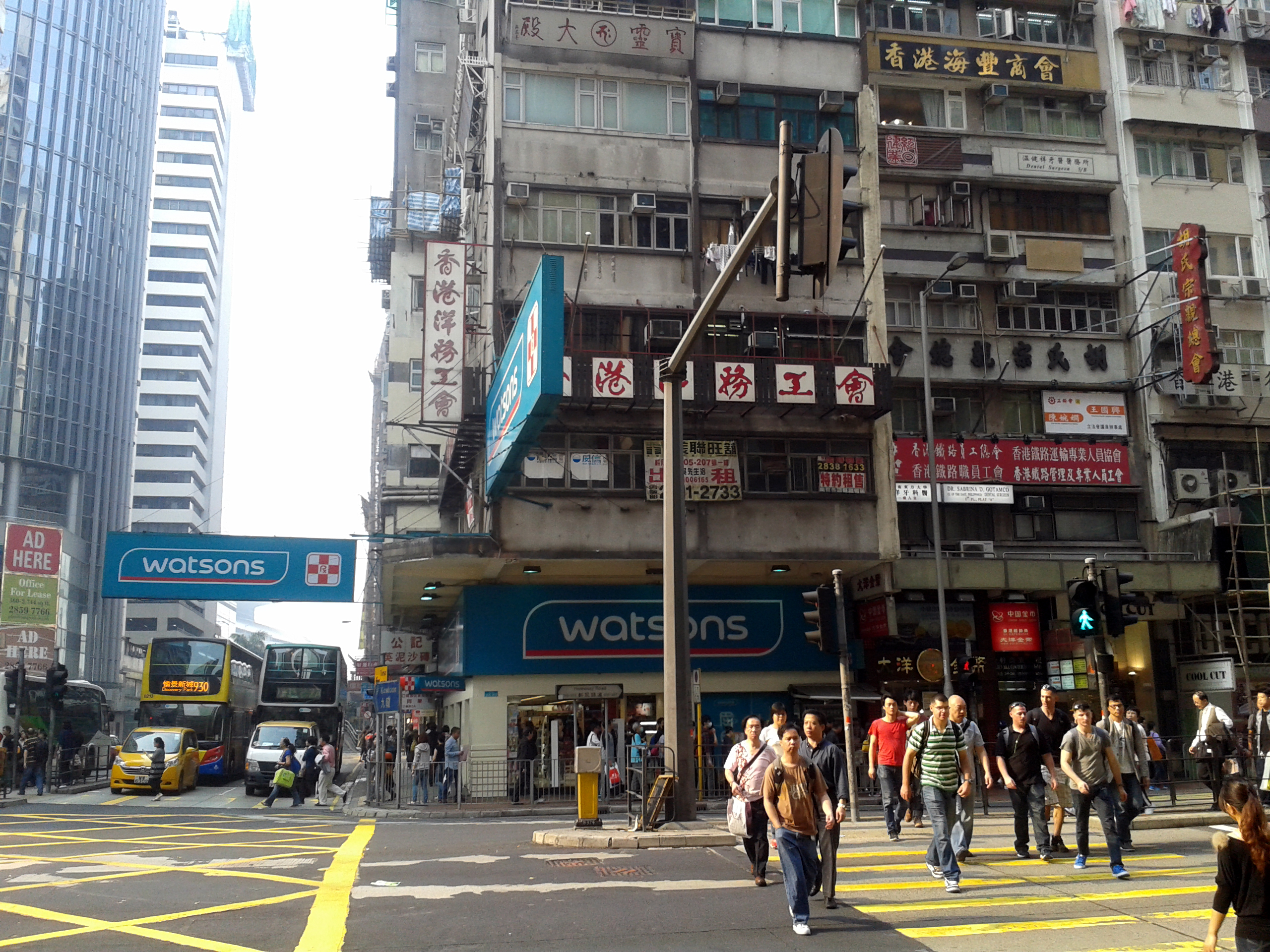
菲林明道與軒尼詩道交界
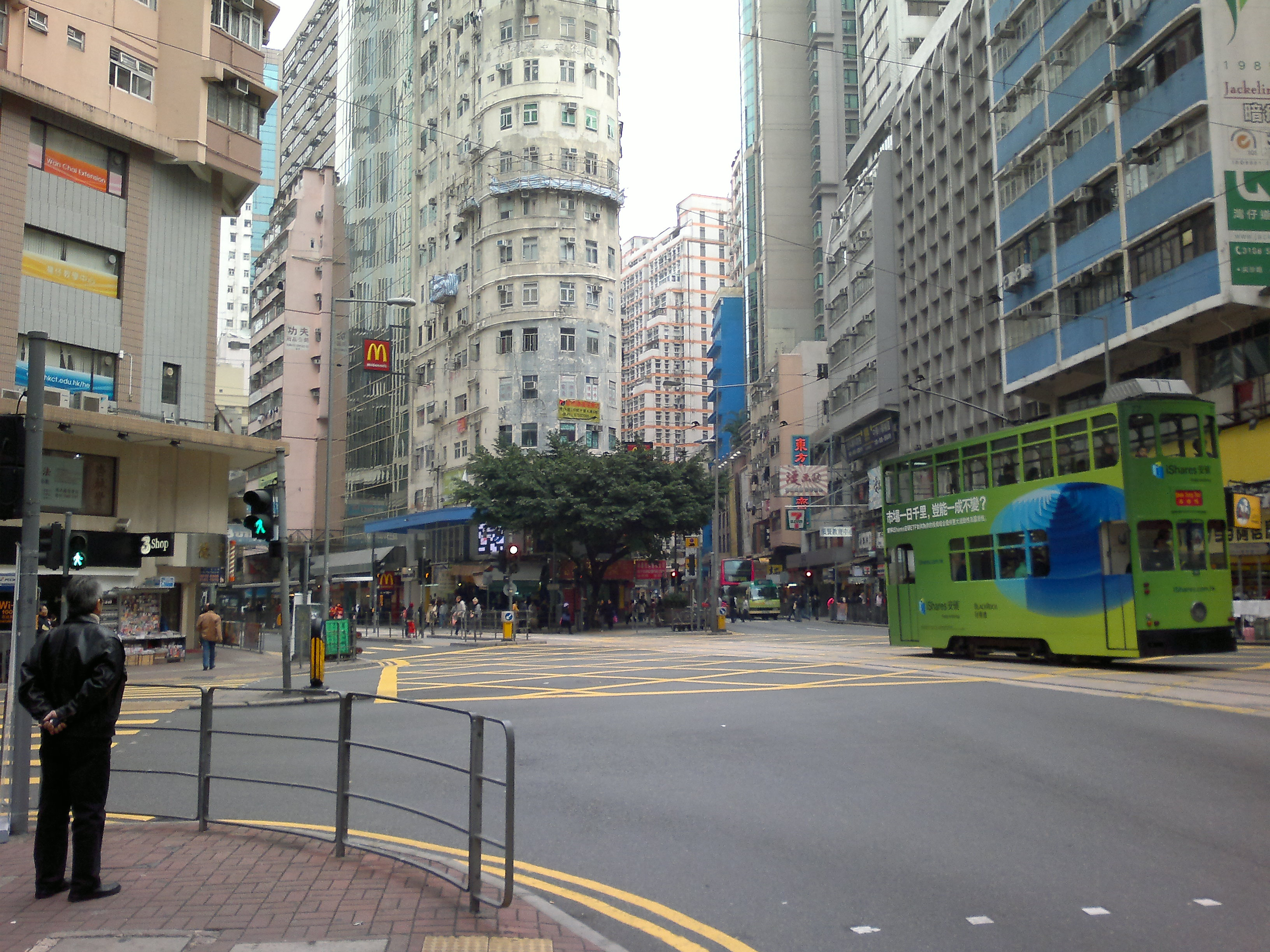
菲林明道近灣仔道與莊士敦道 （圖中電車行走的街道）交界
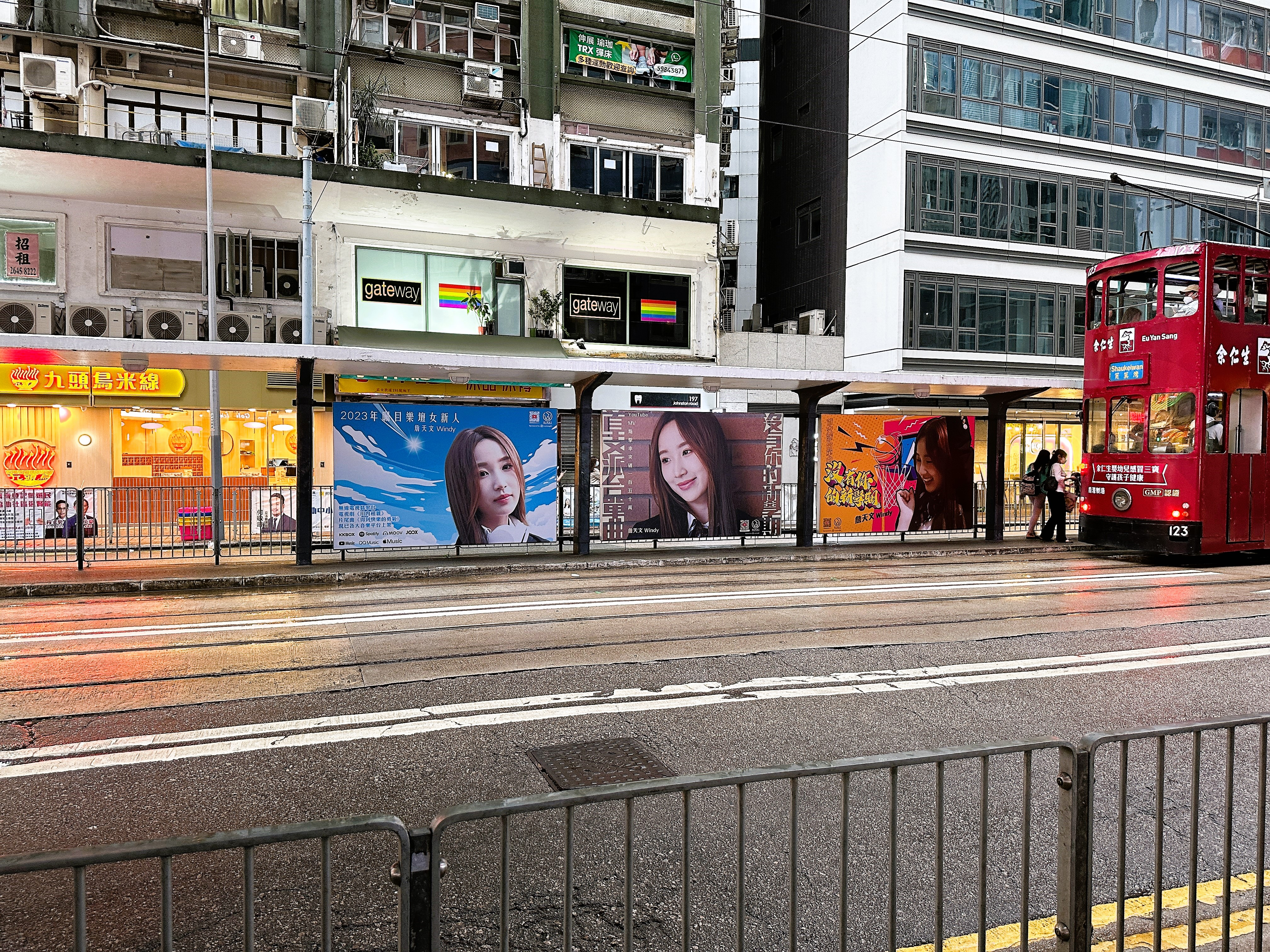
菲林明道電車站

## 重大事件
2005年12月17日，世界貿易組織第六次部長級會議在香港舉行期間，來自韓國的示威者大舉攻破警方在駱克道的防線，經過菲林明道企圖攻入香港會議展覽中心，並在菲林明道及中環廣場一帶與警方正面交鋒，終演變成重大警民衝突。

## 途經地點

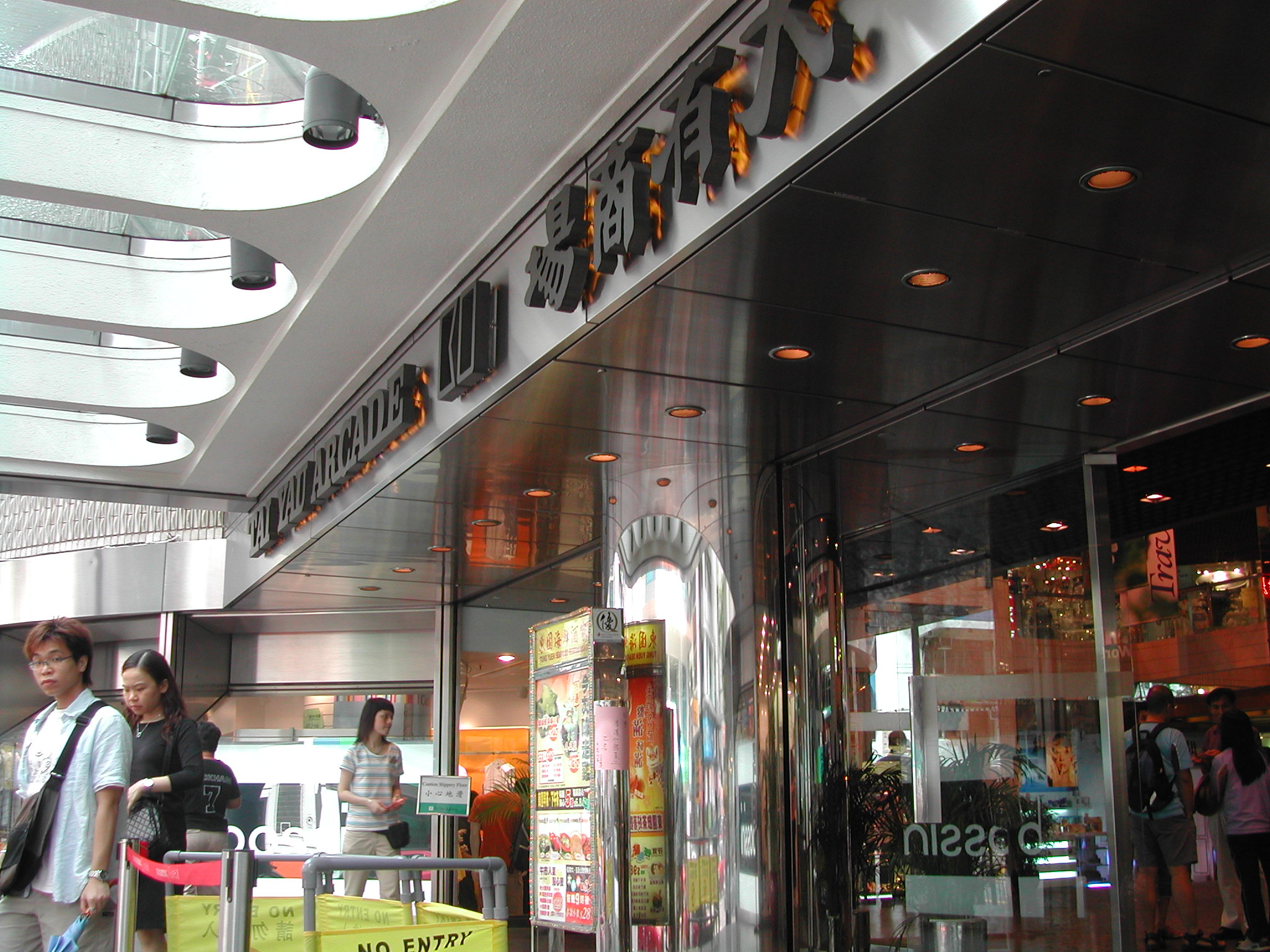
大有商場於2005年曾進行內部翻新，在2006年11月重開，該圖已成為灣仔歷史的一部分

- 萬麗海景酒店
- 香港會議展覽中心
- 鷹君中心
- 芬名酒店
- 菲林明大廈
- 東基大廈
- 東超商業中心
- 立德大廈
- 東新商業中心
- 三元大廈
- 東華大廈
- 廣德大廈
- 中環廣場
- 華潤大廈
- 香港展覽中心
- 大有大廈
- 東華三院德雅樓

## 外部連結
维基共享资源上的相關多媒體資源：菲林明道